# Panurginus nigrihirtus
Panurginus nigrihirtus är en biart som beskrevs av Michener 1935. Panurginus nigrihirtus ingår i släktet bergsbin, och familjen grävbin. Inga underarter finns listade i Catalogue of Life.